# Il Mandaloriano
Il Mandaloriano (The Mandalorian), il cui vero nome è Din Djarin, (soprannome: Mando) è un personaggio immaginario che compare nell'universo di Guerre stellari per la prima volta come protagonista nella serie televisiva di Disney+ The Mandalorian. Din Djarin compare anche nella serie spin-off The Book of Boba Fett.
Presentato come membro della gilda dei cacciatori di taglie e uno degli ultimi del suo credo, è un orfano "trovatello" che è stato salvato in giovane età dai mandaloriani. È il padre adottivo di una creatura di nome Din Grogu, nota come il Bambino (The Child) ed erroneamente chiamato "Baby Yoda" dai fan della saga.

## Creazione e interpretazione
Il personaggio del Mandaloriano è stato originariamente ideato dal creatore della serie: Jon Favreau. La prima immagine del Mandaloriano è stata pubblicata il 4 ottobre 2018, mentre il 12 dicembre dello stesso anno è stato annunciato Pedro Pascal come protagonista. Quando Pascal non poteva essere sul set per le riprese, il Mandaloriano veniva occasionalmente interpretato fisicamente dagli stuntman Brendan wayne e Lateef Crowder. Wayne, in particolare, per armonizzare al meglio il personaggio, ha lavorato a stretto contatto con Pascal. Alcuni critici hanno visto un legame tra il Mandaloriano e l'Uomo senza nome. Pascal stesso lo ha descritto come un Clint Eastwood.
Per aiutare Pascal a prepararsi per il suo ruolo, Favreau gli ha raccomandato di guardare i film samurai di Akira Kurosawa e gli spaghetti western di Clint Eastwood. Pascal in seguito ha dichiarato: "Ogni volta che avevo una domanda o un dubbio fisico su un movimento, mi chiedevo sempre: "Cosa farebbe Clint? Come avrebbe fatto per scrollarsi di dosso questo? Come avrebbe fatto ad andarsene? Mi ha fatto superare tutto questo".

## Storia
Rimasto orfano da bambino, quando i suoi genitori furono uccisi da alcuni droidi da battaglia separatisti durante le Guerre dei Cloni, fu accolto e cresciuto dai mandaloriani come "trovatello". Diventato membro di una setta conosciuta come "la Tribù", nascosta su Nevarro, segue il Credo mandaloriano, un insieme di principi tribali che include il non poter mostrare il proprio viso ad altri esseri viventi.
A causa del suo trauma infantile, il Mandaloriano ha sviluppato un notevole odio verso i droidi, in particolare verso i droidi da battaglia B2, responsabili della morte dei suoi genitori. 
Il Mandaloriano diventa un cacciatore di taglie ed entra a far parte dell'omonima gilda, in cui opererà durante i primi anni dell'era della Nuova Repubblica, viaggiando a bordo della Razor Crest, una vecchia nave da pattugliamento imperiale.

## Apparizioni

### Prima stagione

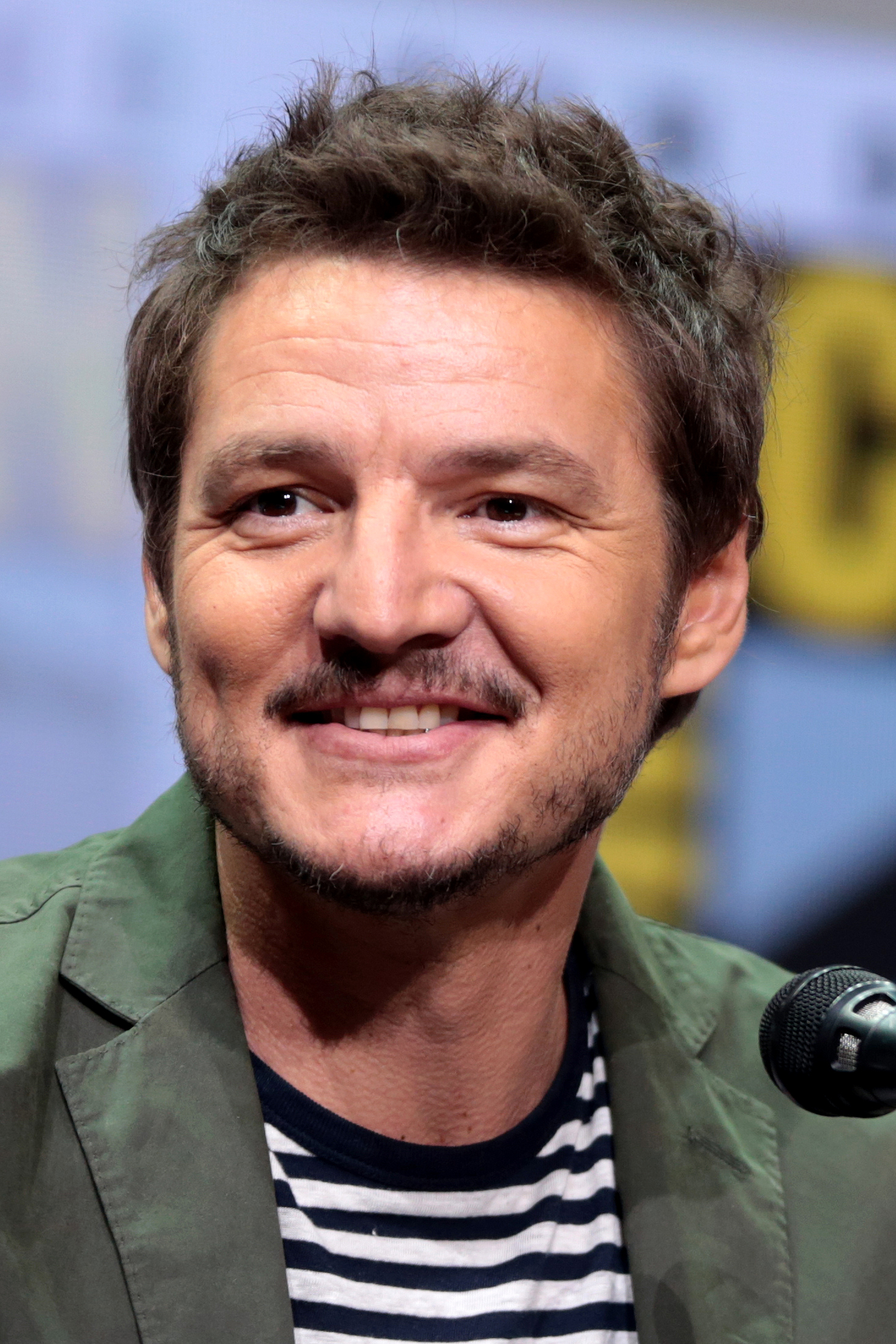
Il Mandaloriano è interpretato da Pedro Pascal.

Nel primo episodio della serie, ambientato cinque anni dopo gli eventi de Il ritorno dello Jedi, il Mandaloriano accetta una commissione dal capo della gilda Greef Karga (Carl Weathers) per raccogliere un "bene prezioso" di 50 anni per un misterioso Cliente (Werner Herzog), ex funzionario imperiale, in cambio di una generosa scorta di acciaio beskar, un sacro metallo mandaloriano estremamente resistente. Il Mandaloriano rintraccia il "bene prezioso" sul pianeta deserto Arvala-7 e scopre che è un bambino della stessa specie di Yoda. Quando il droide cacciatore di taglie IG-11 (Taika Waititi) tenta di uccidere il bambino, seguendo gli ordini ricevuti, il Mandaloriano spara in testa al droide e porta via il bambino. In Capitolo 2: Il Bambino quando il Mandaloriano tenta di recuperare un misterioso uovo di un mudhorn in cambio delle parti rubate della sua nave dai jawa, la Razor Crest, il bambino usa la Forza per far sollevare il mudhorn, permettendo così al Mandaloriano (rimasto stupito) di ucciderlo e prendere il suo uovo. Il Mandaloriano consegna con successo il bambino al cliente su Nevarro e raccoglie la grande ricompensa di ben 20 lingotti di acciaio beskar. In "Capitolo 3: Il peccato"  dopo essere tornato al nascondiglio dei mandaloriani per farsi forgiare una nuova armatura dall'armaiola (Emily Swallow), il Mandaloriano si sente in colpa per aver consegnato il bambino e decide di tornare alla base del cliente, per riprenderlo con sé. Lì elimina molti stormtrooper, guardie del corpo del cliente. Sulla via del ritorno alla Razor Crest, gli viene tesa un'imboscata da Karga e dai membri della gilda, che ora sono alla ricerca della taglia che si è riattivata. Il Mandaloriano si ritrova in inferiorità numerica e con le spalle al muro, ma riesce a fuggire quando inaspettatamente gli altri mandaloriani della tribù arrivano dal nascondiglio, attaccando i cacciatori di taglie e permettendogli di raggiungere la sua nave con il bambino e fuggire da Nevarro.
Mentre, assieme al bambino, si nasconde dai cacciatori di taglie, il Mandaloriano compie diverse missioni per guadagnare crediti. Alla fine di Capitolo 7: La resa dei conti, il Mandaloriano riceve una trasmissione da un disperato Karga, la cui città è stata invasa dal Cliente e dalle sue truppe imperiali, decise a recuperare il bambino. Karga propone che il Mandaloriano usi il bambino come esca per poter uccidere il Cliente e liberare la città, in cambio Karga promette di revocare la taglia su di lui e sul bambino. Il Mandaloriano, sospettando fortemente che sia una trappola, recluta diversi alleati tra cui, la mercenaria ed ex soldato dell'Alleanza Ribelle Cara Dune (Gina Carano), l'agricoltore e meccanico ugnaught Kuiil (Nick Nolte) e IG-11, che era stato ricostruito e riprogrammato da Kuiil. Tuttavia, il piano va storto quando il superiore del Cliente, Moff Gideon (Giancarlo Esposito) arriva inaspettatamente con il suo esercito di death trooper. Questi circondano l'edificio e aprono il fuoco, uccidendo il Cliente e intrappolando Mando, Dune e Karga. Il Mandaloriano invia un messaggio disperato a Kuiil dicendogli di fuggire dal pianeta con il bambino, ma la trasmissione viene intercettata da degli scout trooper imperiali, che inseguono i due sulle loro speeder bike, li raggiungono, uccidono Kuill e rapiscono il bambino per Gideon. In Capitolo 8: Redenzione, il bambino viene salvato da IG-11, che aiuta Mando, Dune e Karga a fuggire nelle fogne dopo che Gideon ha chiamato il Mandaloriano con il suo vero nome, "Din Djarin", confermando la sua identità come colui che ha guidato la "Purga di Mandalore" nella "Notte delle mille lacrime". Il gruppo cerca aiuto nel nascondiglio della Tribù, ma trova solo le armature dei mandaloriani e l'armaiola, che fornisce al gruppo armi, e un jet-pack per il Mandaloriano. L'armaiola, venuta a conoscenza delle abilità del bambino, gli rivela l'esistenza dei Jedi, un antico ordine di guerrieri mistici, e gli spiega che il bambino appartiene a questa tradizione. Sebbene sia troppo debole per essere addestrato come uno jedi, l'armaiola incarica il Mandaloriano di riportare il bambino ai suoi simili, fino a quando il bambino non sarà cresciuto, loro due formeranno un clan, con il Mandaloriano che farà da padre al bambino. IG-11 si sacrifica per eliminare gli stormtrooper che bloccano la loro fuga mentre Djarin usa il suo jet-pack per aiutare a sconfiggere Gideon nel suo caccia TIE. Il Mandaloriano e il bambino salutano Dune e Karga prima di seppellire Kuiil e lasciare Nevarro.

### Seconda stagione
Il Mandaloriano ha accettato la sua missione di riportare il bambino agli Jedi, ma per farlo ha bisogno dell'aiuto di altri mandaloriani che conoscano meglio quest'ordine religioso. Dopo aver seguito una falsa pista su Tatooine ne Lo Sceriffo, Mando incontra Bo Katan, che lo salva in L'erede da un gruppo di marinai intenzionati a ucciderlo per impossessarsi della sua armatura. Qui si scopre che Din Djarin appartiene a una setta religiosa estremista di Mandalore nota come Ronda della Morte, fondata da fanatici con l'intento di ristabilire l'"antica via"; al contrario di Bo Katan e i suoi compagni, più "moderati" e meno inclini a seguire pedissequamente il codice, ad esempio togliendosi l'elmo e non rispettando le promesse e gli accordi pattuiti.  Bo-Katan, che sogna di riprendersi il pianeta Mandalore in un prossimo futuro,  propone un accordo a Mando: ella conosce la posizione di uno Jedi e gliela rivelerà se lui li aiuterà nella loro missione, che consiste nel recuperare delle armi da una nave imperiale, anche se poi si scopre che intende sequestrarla, un dettaglio omesso nell’accordo, che lei minaccia di infrangere se Mando decidesse di andarsene. Mando, pur contrariato dal comportamento di Bo-Katan, mantiene fede all'accordo e grazie al suo aiuto la nave finisce in mano loro. Bo-Katan ringrazia il Mandaloriano e rispetta l'accordo, rivelandogli che nella città di Calodan, sul pianeta Corvus, si trova la Jedi Ahsoka Tano.
In L'assedio, Mando è costretto a tornare su Nevarro con il Bambino, visto che la Razor Crest, gravemente danneggiata da Il passeggero, non arriverebbe mai su Calodan. Qui rincontra Cara Dune e Greef Karga, ora divenuto magistrato di un pianeta che sta divenendo poco a poco prospero. Per questo Greef chiede al cacciatore di taglie di aiutarlo a distruggere una base imperiale ancora operativa in cambio delle riparazioni della nave. Mentre sabotano i generatori per distruggere la base imperiale, Mando e i suoi alleati entrano per caso in una stanza dove ci sono dei corpi immersi in un liquido di conservazione: quella base è in realtà un laboratorio e, indagando più a fondo, riescono a vedere un ologramma del Dottor Pershing, che lavorava per conto del Cliente. Nell'ologramma, Pershing spiega a Moff Gideon che gli esperimenti sui volontari, effettuati con il sangue del Bambino, il quale presenta il più alto tasso di midi-chlorian tra i donatori, sono falliti e che le scorte si sono esaurite. Quindi serve catturare di nuovo il bambino per ottenere altro sangue. Mando ora sa che Moff è vivo e che il bambino è di nuovo in pericolo. In fuga, Mando recupera il bambino e la Razor Crest ora in ottime condizioni, per poi dirigersi su Calodan.
In La Jedi,  Mando e il bambino arrivano sul pianeta, ridotto in uno stato di povertà e miseria dal magistrato Morgan Elsbeth, che offre al Mandaloriano una lancia in puro metallo beskar se riuscirà ad uccidere la Jedi.
Mando e il bambino si inoltrano in un bosco vicino e incontrano Ahsoka che li attacca, credendo che siano venuti per ucciderla. Mando rivela di essere stato mandato da Bo-Katan e Ahsoka Ahsoka, dopo aver osservato il bambino, decide di ascoltarlo. Dopo aver parlato telepaticamente con il bambino grazie alla Forza Ahsoka rivela che il suo nome è Grogu, era un padawan nel Tempio dei Jedi su Coruscant, ma dopo le Guerre dei Cloni venne nascosto da qualcuno che fece perdere le sue tracce. Da allora il bambino fu costretto a nascondere i suoi poteri per sopravvivere. Mando spiega che la sua missione è di portarlo ai suoi simili ed Ahsoka decide di esaminarlo la mattina dopo. La jedi non riesce a far usare la Forza a Grogu, invece Mando sì grazie al forte legame con il bambino. Tuttavia Ahsoka dice di non poterlo addestrare come Padawan perché il forte legame con Mando ha reso Grogu vulnerabile alle sue paure e alla sua rabbia, sentimenti che hanno corrotto l’animo del precedente Maestro di Ahsoka, Anakin Skywalker. Mando propone ad Ahsoka di aiutarla a sconfiggere il magistrato Elsbeth, a patto che lei addestri Grogu: la jedi accetta.
Quella sera i due entrano nella cittadina, dove riescono ad eliminare i soldati. Mando uccide Lang e la jedi riesce a sconfiggere anche la magistrata, e dopo averla battuta in duello Ahsoka le chiede dove si trovi il suo padrone, ovvero il Grande Ammiraglio Thrawn. Infine, dopo aver liberato il popolo, Ahsoka ripete di non poter addestrare Grogu, tuttavia consiglia a Mando di andare presso le rovine di un tempio jedi su Tython che ha un forte legame con la Forza. Lì Grogu potrà scegliere di ampliarsi nella Forza, così che uno dei pochi jedi rimasti possa sentirlo e andare ad aiutarlo. Il Mandaloriano e il bambino ripartono sulla Razor Crest, verso la nuova destinazione.
In La tragedia, Mando raggiunge Tython con Grogu e lo posiziona sull'altare delle rovine, ma poco dopo viene minacciato prima da Boba Fett e una rediviva Fennec Shand che gli intimano di riconsegnare a Fett la sua armatura (ottenuta ne Lo sceriffo), poi da un gruppo di imperiali giunti per catturare Grogu (in L'assedio uno dei meccanici che avevano riparato la Razor Crest aveva piazzato un radiofaro per conto di Gideon). Nonostante l'aiuto ottenuto da Fett e Fennec (in cambio dell'armatura del primo) per combattere gli imperiali, la Razor Crest viene distrutta dall'incrociatore leggero imperiale di Moff Gideon e il piccolo rapito da quattro Soldati Oscuri (Dark Trooper) dopo che questi aveva presumibilmente stabilito un contatto con uno jedi. Senza una nave propria e senza il bambino, Mando viene aiutato dai due mercenari fino a che il piccolo non sarà salvo, e chiede aiuto a Cara Dune (ora uno sceriffo della Nuova Repubblica) per far evadere il criminale Mayfeld al fine di rintracciare Gideon e salvare Grogu.
Dopo aver ottenuto la posizione dell'incrociatore grazie a Mayfeld in Il vendicatore, il Mandaloriano invia a Moff Gideon un messaggio minacciandolo e giura che salverà Grogu.
Nell'ultimo episodio, Il salvataggio, Mando e i suoi rapiscono il dottor Pershing e chiedono aiuto a Bo Katan. La mandaloriana accetta di aiutare Mando a patto che riesca a ottenere la Spada Oscura adesso in mano a Gideon, e l'incrociatore, allo scopo di riconquistare Mandalore.  Fingendo di essere attaccati da Boba (che subito dopo si dà alla fuga) effettuano un atterraggio di emergenza sull’incrociatore di Gideon. Mentre Cara, Bo Katan e gli altri si dirigono verso il ponte di comando, Mando va nelle prigioni per prendere Grogu, ma Moff Gideon attiva il plotone di Soldati Oscuri. Mando espelle il plotone di Soldati Oscuri nello spazio, dopodiché trova in una cella Grogu, tenuto in ostaggio da Gideon che sfida il Mandaloriano a duello. Mando riesce a disarmare Gideon grazie alla lancia di beskar (la sola cosa esistente che la spada laser non può scalfire) e lo consegna a Bo-Katan, che tuttavia contrariata non può rivendicare il diritto di possesso della Spada Oscura perché non è stata lei a disarmare Gideon, il suo ultimo proprietario. Nel frattempo, i quasi indistruttibili Soldati Oscuri precedentemente espulsi nello spazio ritornano sull'incrociatore e tentano di fare breccia nella plancia, ma successivamente un caccia X-wing della Ribellione abborda e uno jedi disintegra tutti i Soldati Oscuri. Gideon, vedendo i suoi soldati sterminati, sebbene ammanettato raccoglie un blaster da terra e tenta di far fuoco prima su Mando poi sul bambino, ma viene accerchiato e stordito, dopo aver tentato di uccidersi puntandosi il blaster sotto il mento. Lo jedi si rivela essere Luke Skywalker, accompagnato dal droide R2-D2, che è accorso in aiuto di Grogu dopo che questi era entrato in connessione con la Forza. Luke promette di occuparsi del bambino e di garantirgli un addestramento per le vie della Forza. Mando accetta a malincuore di affidare il bambino a Luke, e salutandolo per l'ultima volta si toglie l'elmo davanti a tutti.

### The Book of Boba Fett
Il Mandaloriano riappare nella serie spin-off The Book of Boba Fett. Nel quinto capitolo,  ha ripreso la caccia alle taglie ma si ritrova a lottare con l'uso della Darksaber mentre ancora vacilla per l'assenza di Grogu.  Uccide il capo del crimine klatooniano Kaba Baiz nel suo impianto di confezionamento della carne e consegna la sua testa a un maestro della gilda Ishl Tib sulla stazione spaziale a forma di anello Glavis in cambio di indicazioni, che si rivela essere il nascondiglio trasferito della tribù mandaloriana, nascosto sotto la città.  Il Mandaloriano si riunisce con l'Armaiola e il compagno di tribù Paz Vizsla. L'Armaiola gli spiega la storia della Darksaber e inizia ad addestrarlo a usare correttamente l'arma.  Vizsla sfida il Mandaloriano per ottenere la Darksaber e il diritto di governare Mandalore.  Il Mandaloriano vince il duello ma quando confessa di aver infranto il Credo togliendosi l'elmo davanti agli altri, Vizsla lo denuncia come un apostata mentre l'Armaiola lo espelle dalla tribù.  Tuttavia, lo informa che l'unico modo per tornare ad essere della tribù è entrare in contatto con l'acqua nelle miniere di Mandalore, che sono pero' state distrutte dall'Impero durante la Purga.  Il Mandaloriano lascia il nascondiglio, ma gli è permesso di mantenere la sua armatura e la Darksaber.  Prendendo una navetta commerciale per Tatooine fa visita a Peli Motto, che gli presenta un caccia stellare Naboo N-1 modificato in sostituzione del Razor Crest.  Dopo un giro di prova viene avvicinato da Fennec Shand per conto di Boba Fett, ora l'autoproclamato Daimyo di Tatooine, per assistenza nell'imminente guerra di Fett con il Pyke Syndicate.  Il Mandaloriano accetta il lavoro gratuitamente ma solo dopo aver visitato Grogu.
Nel capitolo successivo, si reca su un pianeta boscoso dove Grogu ha iniziato il suo addestramento Jedi sotto Skywalker.  Si riunisce con Ahsoka Tano, che gli sconsiglia di vedere Grogu, poiché ostacolerebbe il suo addestramento a causa delle rigide regole dei Jedi contro gli attaccamenti personali.  Il Mandaloriano torna a malincuore su Tatooine, ma lascia in eredità ad Ahsoka un regalo da fare a Grogu: una cotta di maglia beskar forgiata dall'Armaiola dalla lancia beskar che Ahsoka gli aveva precedentemente dato.  Al palazzo di Fett, Shand prende atto della loro manodopera a corto di personale e il Mandaloriano si reca a Mos Pelgo, ora ribattezzata Freetown, per arruolare Cobb Vanth e la gente del paese per rafforzare le forze di Fett.  Sebbene riluttante a farsi coinvolgere nella guerra imminente, Vanth accetta di tenere una riunione in municipio.
Nell'ultimo capitolo, il Mandaloriano si riunisce con Fett e Shand nella cantina distrutta del Santuario e si prepara a ingaggiare i Pyke a Mos Espa.  Cad Bane arriva con molti soldati Pyke e rivela di aver sparato a Vanth dopo che il Mandaloriano gli si era avvicinato, impedendo così a eventuali rinforzi di aiutare Fett.  Il Mandaloriano e Fett usano i loro jet-pack e armature per ingaggiare i Pyke, ma sono quasi sopraffatti finché non vengono sostenuti dalle forze di Fett e dai cittadini di Freetown.  Motto arriva anche con Grogu, che rivela di aver accettato la cotta di maglia, rinunciando quindi al suo addestramento come jedi per stare con il Mandaloriano.  Quando i Pyke mettono due droidi corazzati sul gruppo, il Mandaloriano ne distrugge uno con la Darksaber.  Bane spaventa il Rancor di Fett, facendolo impazzire in città.  Il Mandaloriano tenta di placare il mostro, ma viene quasi ucciso finché Grogu non usa la Forza per farlo addormentare.  Successivamente lascia Tatooine assieme a Grogu nel caccia stellare N-1.

### Terza stagione
Nel primo episodio Capitolo 17: L'apostata Djarin si confronta con l'Armaiola, la quale afferma che se le miniere di Mandalore esistono ancora, è possibile immergersi nelle Acque Viventi per redimersi dai peccati commessi. Al fine di trovare un droide affidabile per analizzare la purezza dell'aria di Mandalore, il Mandaloriano ritorna a Nevarro per riparare IG-11 con le parti recuperate. Tuttavia, lui e Greef sono costretti a distruggerlo nuovamente quando il droide ripristinato ritorna alla sua programmazione originale. Decidendo di cercare un nuovo nucleo di memoria per IG-11, il Mandaloriano lascia Nevarro con Grogu e si impegna in una battaglia aerea con la flotta dei Pirati di Gorian Shard.
Nell'episodio Capitolo 18: Le miniere di Mandalore, il Mandaloriano torna su Tatooine nella sua ricerca del nucleo di memoria. Peli Motto non può fornirgliene uno, ma gli offre l'astro droide R5-D4 come sostituto. Il Mandaloriano si dirige quindi verso Mandalore con Grogu e R5-D4, e scopre che l'atmosfera del pianeta è respirabile. Arrivati a Sundari, vengono attaccati da una creatura cibernetica e il Mandaloriano viene preso in ostaggio. Per salvarsi, chiede a Grogu di trovare Bo-Katan, che arriva poco dopo per salvarlo. Bo-Katan rivela quindi la posizione delle miniere di Mandalore e il Mandaloriano incomincia ad immergersi nelle Acque Viventi. Tuttavia, durante l'immersione, venne afferrato da una creatura che lo trascina sul fondale facendogli perdere conoscenza. Viene salvato da Bo-Katan e scopre che la creatura che ha afferrato Din Djarin era il leggendario mitosauro di Mandalore.

## Accoglienza
L'interpretazione di Pedro Pascal nei panni del Mandaloriano è stata ben accolta dal pubblico e dalla critica. Vox ha definito la decisione della Disney di tenere nascosta la faccia di Pascal per la maggior parte della serie "un'idea terribile". GQ ha ritenuto che l'interpretazione dell'attore dietro la maschera fosse "emotivamente nascosta". Vanity Fair ha elogiato l'abilità di Pascal come interprete, dicendo che "nonostante ci abbia mostrato la sua faccia solo una volta per tutta la stagione, l'impegno silenzioso del suo personaggio per proteggere l'Essere è diventato abbastanza per definire il suo personaggio".
The Atlantic ha interpretato la rivelazione del Mandaloriano del suo volto reale dietro la maschera nel finale della prima stagione come "intuizione su maschere e armature. Sono i mezzi con cui le persone cercano di raggiungere la perfezione e l'indifferenza delle macchine".